# Tobipuranga longicornis
Tobipuranga longicornis är en skalbaggsart som först beskrevs av Bates 1870.  Tobipuranga longicornis ingår i släktet Tobipuranga och familjen långhorningar. Inga underarter finns listade i Catalogue of Life.